# Charlie Aitken (calciatore 1942)
Charles Alexander Aitken (Edimburgo, 1º maggio 1942 – 29 ottobre 2023) è stato un calciatore scozzese, di ruolo difensore. Detiene il record assoluto di presenze con la maglia dell'Aston Villa (660, di cui 561 in partite di campionato).

## Palmarès

### Club

#### Competizioni nazionali
- Coppa di Lega inglese: 2

Aston Villa: 1960-1961, 1974-1975
- Campionato inglese di seconda divisione: 1

Aston Villa: 1959-1960
- Third Division: 1

Aston Villa: 1971-1972
- Campionato NASL: 1

New York Cosmos: 1977